# Équipe de France féminine de basket-ball en 2023
L’équipe de France dispute en 2023 les qualifications au championnat d’Europe 2023 puis le championnat d’Europe lui-même, sous la conduite de Jean-Aimé Toupane, entraîneur nommé en octobre 2021.

## Championnat d’Europe 2023
Début avril 2023, l’encadrement de l’équipe de France annonce la liste d’un groupe élargi à 23 joueuses, parmi lesquelles les Tarbaises Marie-Paule Foppossi et Carla Leite (élue meilleure jeune de la saison en LFB) ainsi que l’Angevine Leïla Lacan appelées pour la première fois. La Lattoise Romane Bernies effectue quant à elle son retour en sélection, après sa participation à la Coupe du monde 2018.
Cependant, de nombreuses joueuses doivent déclarer forfait pour raisons médicales lors du premier rassemblement à l’INSEP : les Tarbaises Ana Tadić et Carla Leite, toutes deux touchées lors de leurs derniers matches de championnat, la Berruyère Alix Duchet, la Landaise Kendra Chéry ainsi que la Lyonnaise Gabby Williams, insuffisamment remise d’une commotion cérébrale contractée lors des playoffs du championnat. Enfin, la Villeneuvoise Caroline Hériaud quitte le groupe à la veille du début des matches amicaux, insuffisamment remise d’une blessure à la main gauche contractée lors des finales du championnat.
Le groupe qui débute les matches de préparation est ainsi réduit à 14 joueuses, Marine Johannès ne figurant pas dans la liste, « a[yant] confirmé au staff des Bleues son intention de se rendre au sein de sa franchise du Liberty de New York. La date de son retour en France ne lui permet de prendre part à la préparation qu’à compter du 7 juin, une semaine avant le début de l’Euro. Compte tenu de cette arrivée tardive, incompatible avec les enjeux précédemment évoqués, le staff de l’Équipe de France féminine a décidé de ne pas conserver Marine Johannès dans le groupe ».
La sélection finale est annoncée quelques heures avant le dernier match de préparation contre la Grande-Bretagne : Pauline Astier et Helena Ciak sont les dernières à quitter le groupe.
| Poste      | Numéro | Joueuse                 | Naissance         | Taille | Matchs | Points | Club 2022-2023     |
| ---------- | ------ | ----------------------- | ----------------- | ------ | ------ | ------ | ------------------ |
| ailière    | 2      | Marie-Paule Foppossi    | 28 janvier 1998   | 1,84 m | 10     | 20     | Tarbes             |
| meneuse    | 4      | Marine Fauthoux         | 23 janvier 2001   | 1,73 m | 11     | 62     | Landes             |
| ailière    | 6      | Alexia Chartereau       | 5 septembre 1998  | 1,89 m | 11     | 92     | Lyon               |
| pivot      | 7      | Sandrine Gruda          | 25 juin 1987      | 1,93 m | 10     | 94     | Lyon               |
| ailière    | 10     | Sarah Michel            | 10 janvier 1989   | 1,80 m | 11     | 46     | Bourges            |
| ailière    | 11     | Valériane Vukosavljević | 29 avril 1994     | 1,84 m | 8      | 65     | Prague             |
| intérieure | 12     | Iliana Rupert           | 12 juillet 2001   | 1,91 m | 9      | 83     | Bologne            |
| ailière    | 13     | Janelle Salaün          | 5 septembre 2001  | 1,90 m | 11     | 71     | Villeneuve-d’Ascq  |
| intérieure | 22     | Marième Badiane         | 24 novembre 1994  | 1,90 m | 9      | 69     | Lattes-Montpellier |
| arrière    | 28     | Mamignan Touré          | 19 décembre 1994  | 1,83 m | 11     | 107    | Lattes-Montpellier |
| arrière    | 42     | Leïla Lacan             | 2 juin 2004       | 1,80 m | 10     | 52     | Angers             |
| meneuse    | 47     | Romane Bernies          | 27 juin 1993      | 1,70 m | 11     | 40     | Lattes-Montpellier |
| meneuse    | 0      | Carla Leite             | 16 avril 2004     | 1,75 m | 0      | 0      | Tarbes             |
| pivot      | 14     | Ana Tadić               | 21 septembre 1998 | 1,95 m | 0      | 0      | Tarbes             |
| arrière    | 15     | Gabby Williams          | 9 septembre 1996  | 1,80 m | 0      | 0      | Lyon               |
| meneuse    | 36     | Caroline Hériaud        | 22 décembre 1996  | 1,65 m | 0      | 0      | Villeneuve-d’Ascq  |
| meneuse    | 39     | Alix Duchet             | 30 décembre 1997  | 1,63 m | 0      | 0      | Bourges            |
| ailière    | 97     | Kendra Chéry            | 16 juillet 2001   | 1,88 m | 0      | 0      | Basket Landes      |
| pivot      | 16     | Helena Ciak             | 15 décembre 1989  | 1,95 m | 4      | 16     | Lyon               |
| arrière    | 23     | Marine Johannès         | 21 janvier 1995   | 1,77 m | 0      | 0      | Lyon               |
| arrière    | 32     | Tima Pouye              | 7 avril 1999      | 1,74 m | 0      | 0      | La Roche-sur-Yon   |
| pivot      | 43     | Dominique Malonga       | 16 novembre 2005  | 1,97 m | 0      | 0      | Lyon               |
| arrière    | 98     | Pauline Astier          | 15 février 2002   | 1,79 m | 0      | 0      | Bourges            |

- Joueuses convoquées mais ayant dû déclarer forfait.
- Joueuses non retenues dans la sélection finale.

- Entraîneur : Jean-Aimé Toupane
- Assistants :  Cathy Melain, David Gautier, Grégory Halin

| Date                                         | Lieu            | Adversaire      | Score   | Compétition | Meilleure marqueuse (France) |
| -------------------------------------------- | --------------- | --------------- | ------- | ----------- | ---------------------------- |
| Du 15 au 19 mai – Stage à l’INSEP            |                 |                 |         |             |                              |
| Du 25 au 29 mai – Stage à Toulouse           |                 |                 |         |             |                              |
| 28 mai                                       | Toulouse        | Serbie          | V 73–61 | Préparation | Mamignan Touré (21 points)   |
| 29 mai                                       | Toulouse        | Serbie          | V 83–56 | Préparation | Mamignan Touré (12 points)   |
| Du 30 mai au 2 juin – Stage à Mont-de-Marsan |                 |                 |         |             |                              |
| 2 juin                                       | Mont-de-Marsan  | Chine           | V 76–63 | Préparation | Sandrine Gruda (16 points)   |
| 3 juin                                       | Mont-de-Marsan  | Chine           | V 81–50 | Préparation | Mamignan Touré (11 points)   |
| Du 7 au 9 juin – Stage à Bourg-en-Bresse     |                 |                 |         |             |                              |
| 9 juin                                       | Bourg-en-Bresse | Grande-Bretagne | NC      | Préparation | NC                           |
| 10 juin                                      | Bourg-en-Bresse | Grande-Bretagne | V 76–54 | Préparation | Iliana Rupert (15 points)    |

| Date    | Lieu      | Adversaire      | Score   | Compétition             | Meilleure marqueuse (France)        |
| ------- | --------- | --------------- | ------- | ----------------------- | ----------------------------------- |
| 15 juin | Ljubljana | Allemagne       | V 50–58 | Premier tour            | Valériane Vukosavljević (11 points) |
| 16 juin | Ljubljana | Grande-Bretagne | V 63–57 | Premier tour            | Mamignan Touré (15 points)          |
| 18 juin | Ljubljana | Slovénie        | V 68–73 | Premier tour            | Sarah Michel (14 points)            |
| 22 juin | Ljubljana | Monténégro      | V 89–46 | Quart de finale         | Marième Badiane (20 points)         |
| 24 juin | Ljubljana | Belgique        | D 67–63 | Demi-finale             | Sandrine Gruda (17 points)          |
| 25 juin | Ljubljana | Hongrie         | V 68–82 | Finale pour la 3e place | Mamignan Touré (20 points)          |

## Qualifications pour le championnat d’Europe 2025
En octobre 2023, l’encadrement de l’équipe de France annonce la liste d’un groupe de 19 joueuses sélectionnées pour représenter la France lors des qualifications à l’Euro 2025. N’y figurent pas Gabby Williams ni Marine Johannès, toutes deux laissées au repos. Maïa Hirsch, Lou Lopez Sénéchal et Kadiatou Sissoko sont appelées pour la première fois en équipe de France sénior, tout comme Carla Leite, qui avait dû décliner pour blessure son premier appel à l’été 2023.
À l’aube du rassemblement de Poitiers, l’encadrement de l’équipe de France annonce que cinq joueuses ne pourront honorer l’appel pour cause de blessure : Valériane Ayayi, Marième Badiane, Alexia Chery, Alix Duchet et Sandrine Gruda.
À la veille de la première rencontre contre la Lettonie, les Tarbaises Carla Leite et Dominique Malonga déclarent forfait pour blessure, respectivement à la cheville et à la cuisse, réduisant ainsi le groupe à 12.
| Poste      | Numéro | Joueuse              | Naissance        | Taille | Matchs | Points | Club 2022-2023       |
| ---------- | ------ | -------------------- | ---------------- | ------ | ------ | ------ | -------------------- |
| ailière    | 2      | Marie-Paule Foppossi | 28 janvier 1998  | 1,84 m | 1      | 11     | Tarbes               |
| meneuse    | 4      | Marine Fauthoux      | 23 janvier 2001  | 1,73 m | 2      | 21     | Lyon                 |
| arrière    | 8      | Lou Lopez Sénéchal   | 12 mai 1998      | 1,85 m | 2      | 9      | Ž. Brno              |
| ailière    | 10     | Sarah Michel-Boury   | 10 janvier 1989  | 1,80 m | 2      | 3      | Bourges              |
| intérieure | 12     | Iliana Rupert        | 12 juillet 2001  | 1,91 m | 2      | 19     | Bologne              |
| ailière    | 13     | Janelle Salaün       | 5 septembre 2001 | 1,90 m | 2      | 33     | Villeneuve-d’Ascq    |
| arrière    | 28     | Mamignan Touré       | 19 décembre 1994 | 1,83 m | 2      | 27     | Lattes-Montpellier   |
| ailière    | 30     | Kadiatou Sissoko     | 25 janvier 1999  | 1,88 m | 2      | 1      | Charleville-Mézières |
| intérieure | 31     | Maïa Hirsch          | 13 novembre 2003 | 1,96 m | 2      | 13     | Villeneuve-d’Ascq    |
| arrière    | 42     | Leïla Lacan          | 2 juin 2004      | 1,80 m | 2      | 17     | Angers               |
| meneuse    | 47     | Romane Bernies       | 27 juin 1993     | 1,70 m | 2      | 7      | Lattes-Montpellier   |
| arrière    | 98     | Pauline Astier       | 15 février 2002  | 1,79 m | 2      | 10     | Bourges              |
| ailière    | 6      | Alexia Chery         | 5 septembre 1998 | 1,89 m | 0      | 0      | Lyon                 |
| pivot      | 7      | Sandrine Gruda       | 25 juin 1987     | 1,93 m | 0      | 0      | Lyon                 |
| ailière    | 11     | Valériane Ayayi      | 29 avril 1994    | 1,84 m | 0      | 0      | Prague               |
| meneuse    | 20     | Carla Leite          | 16 avril 2004    | 1,75 m | 0      | 0      | Tarbes               |
| intérieure | 22     | Marième Badiane      | 24 novembre 1994 | 1,90 m | 0      | 0      | Lattes-Montpellier   |
| pivot      | 43     | Dominique Malonga    | 16 novembre 2005 | 1,97 m | 0      | 0      | Tarbes               |
| meneuse    | 39     | Alix Duchet          | 30 décembre 1997 | 1,63 m | 0      | 0      | Bourges              |

- Joueuses convoquées mais ayant dû déclarer forfait.

- Entraîneur : Jean-Aimé Toupane
- Assistants :  Cathy Melain, David Gautier, Grégory Halin

| Date                                   | Lieu     | Adversaire | Score    | Compétition    | Meilleure marqueuse (France) |
| -------------------------------------- | -------- | ---------- | -------- | -------------- | ---------------------------- |
| Du 5 au 8 novembre – Stage à Poitiers. |          |            |          |                |                              |
| 9 novembre                             | Poitiers | Lettonie   | V 71–49  | Qualifications | Janelle Salaün (15 points)   |
| 12 novembre                            | Dublin   | Irlande    | V 48–100 | Qualifications | Mamignan Touré (20 points)   |